# Wilsonia (Kalifornija)
Wilsonia je naseljeno područje za statističke svrhe u američkoj saveznoj državi Kalifornija. Prema popisu stanovništva iz 2010. u njemu je živjelo 5 stanovnika.